# Terrorist Takedown 2
Terrorist Takedown 2 (также известна как Terrorist Takedown 2: US Navy SEALs) — компьютерная игра из серии Terrorist Takedown в жанре шутера от первого лица, разработанная и изданная польской компанией City Interactive в ноябре 2007 года.
Официальный анонс Terrorist Takedown 2 состоялся в августе 2007 года в рамках выставки Games Convention.
На территории России игру распространяла компания Новый Диск. Сюжет игры основан на войне с терроризмом на Ближнем Востоке.